# Le Chevalier des Touches
Le Chevalier Des Touches est un roman de Jules Barbey d'Aurevilly, publié en 1863 en feuilleton dans Le Nain Jaune et l'année suivante en librairie,  , inspiré de la vie du héros de la chouannerie Jacques Destouches.

## Adaptation
- 1966 : Le Chevalier des Touches, téléfilm français de Claude-Jean Bonnardot, avec Jean Sobieski, François Perrot et Alice Sapritch

## Note
1. ↑  Orthographe de l'édition originale. Des éditions postérieures portent des Touches.
2. ↑  Édouard Maynial, Anthologie des romanciers du XIXe siècle, Hachette, 1943, p. 354